# Kanaal van Korinthe
Het Kanaal van Korinthe (Grieks: Διώρυγα της Κορίνθου) is een kunstmatige waterweg in Griekenland. Het werd in het laatste decennium van de 19e eeuw aangelegd op de plaats waar de Landengte van Korinthe op zijn smalst is, namelijk 6343 m. Het lijnrechte kanaal is circa 6,3 km lang, 23 m breed en zo’n 8 m diep. De grote gaten in de wand zijn veroorzaakt door springstof, toen in de Tweede Wereldoorlog de doorvaart werd geblokkeerd.
De zes bruggen (vijf voor het autoverkeer, een voor de spoorweg) die de Peloponnesos met het Europese vasteland verbinden, liggen ongeveer 70 m boven de waterspiegel. Het kanaal heeft de vaarweg tussen Piraeus en de Ionische Zee met ongeveer 350 km verkort. Toch is het enkel geschikt voor middelgrote schepen, want sterke stromingen maken het gevaarlijk voor kleine boten, terwijl de geringe diepgang een bezwaar is voor schepen van meer dan 10.000 ton. Een sleepboot loodst de schepen erdoorheen in een half uur. Dit gebeurt omzichtig, want de bijna loodrechte wanden van grind en leem brokkelen regelmatig af. Lange wachttijden, hoge tolkosten en gevaarlijk manoeuvreren dragen evenmin bij aan een intensief gebruik.

## Geschiedenis
De stormachtige zuidpunt van de Peloponnesos (zie ook Kaap Malea) was in de oudheid een gevreesde kaap. Daarom werden vrachtschepen liever aan de ene oever van de landengte uitgeladen, op ossenwagens 6 km over de "diolkos" (een primitieve spoorlijn waarvan nog resten te zien zijn) getrokken en aan de andere kant weer te water gelaten en ingeladen. Dit intense vrachtverkeer heeft de rijkdom van Korinthe veroorzaakt, en er werden al vroeg plannen gemaakt voor de aanleg van een kanaal.
Historische bronnen vermelden dat de Korinthische tiran Periander de eerste was die concrete pogingen ondernam om de landengte te doorsnijden. Hij kwam echter al gauw tot de conclusie dat hij te veel hooi op zijn vork had genomen, nadat het orakel van Delphi een negatief advies had gegeven.
Drie eeuwen later haalde de ambitieuze Demetrius Poliorcetes de plannen opnieuw uit de kast, maar hij ging uiteindelijk niet tot de actie over, omdat zijn ingenieurs berekend hadden dat er een groot hoogteverschil bestond tussen de Golf van Korinthe en de Golf van Egina, en dat de verbinding van beide zeeën catastrofale gevolgen zou hebben voor de Saronische Eilanden.
De Romeinse ingenieurs van Julius Caesar en Caligula gingen opnieuw aan het meten, resp. in 44 v.Chr. en 37 na Chr., en kwamen tot dezelfde foutieve conclusie. Maar de excentrieke keizer Nero bezat genoeg grootheidswaanzin om in 66 na Chr. de eerste (gouden!) spade in de grond te steken. Dat ging gepaard met indrukwekkend ritueel vertoon, waarbij vooral de gunst van Poseidon werd afgesmeekt. Vervolgens werd er uit alle macht verder gespit door 6000 Joodse dwangarbeiders. Aan de ene kant vorderde men 2 km, aan de andere kant 1,5 km, maar om allerlei redenen werd het werk op een bepaald moment gestaakt.
Ook Herodes Atticus probeerde het later nog eens, en de Byzantijnen en Venetianen raakten niet verder dan de fase van het brainstormen. Pas in 1882 werden de werken onder leiding van de Hongaarse ingenieur Vojtech Gerster met Frans kapitaal en moderne middelen hervat (op 23 april), en ten slotte in 1893 voltooid, al dreigde het nog even mis te gaan door een faillissement van de Franse kanaalmaatschappij. Nadat een Grieks consortium onder impuls van geldschieter Andreas Syngros (1830-1899) het bestuur van de werken had overgenomen, werd het kanaal op 25 juli 1893 opengesteld voor de scheepvaart.
De doortocht van het kanaal werd enkele malen geblokkeerd door instortende delen. Zo liet de Wehrmacht bij de aftocht in 1944 de bruggen opblazen en een reeks treinstellen in het water storten. Pas op het einde van de Griekse Burgeroorlog, in 1949, kon het kanaal weer opengaan voor de scheepvaart.
Van januari 2021 tot juni 2022 was het kanaal niet bevaarbaar wegens een aardverschuiving.
In een tijd waarin enorme containerschepen eenvoudiger om de kaap heen varen lijkt het kanaal min of meer overbodig geworden, maar het wordt nog door kleinere vrachtschepen gebruikt.

Landengte van Korinthe

## Ishtmia
Dicht bij de zuidelijke ingang ligt het antieke Isthmia, ooit een centrum gewijd aan de eredienst van de zeegod Poseidon, waar om de twee jaar de Isthmische Spelen plaatsvonden. Interessant zijn de goed bewaarde resten van de startpoortjes van het stadion.